# 1949 en Bretagne
 Chronologie de la Bretagne
- 1945
- 1946
- 1947
- 1948
- 1949
- 1950
- 1951
- 1952
- 1953

Cette page recense des événements qui se sont produits durant l'année 1949 en Bretagne.

## Société

### Naissances

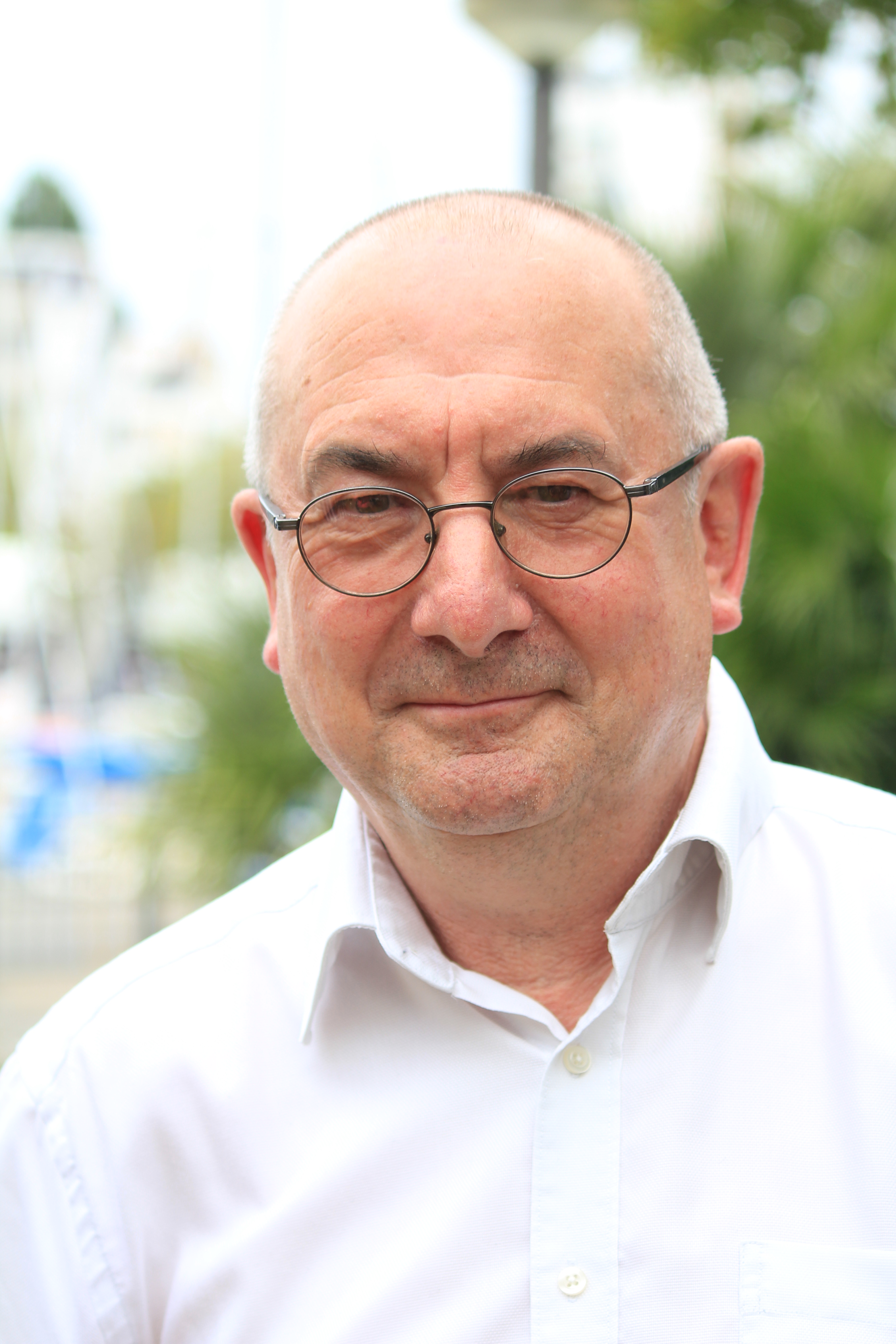
Joël Cornette

- Soazig Aaron, née en 1949 à Rennes, femme de lettres française.

- 7 mars à Brest : Loïc Kerbiriou, footballeur français. Il évolue au poste de défenseur dans les années 1970, principalement au Stade rennais, mais aussi dans d'autres clubs bretons.

- 14 octobre à Brest : Joël Cornette,  historien français.

## Culture

### Musique
- octobre : création du Bagad Kemper à Quimper.